# Wanyuhexiang (ort i Kina, Hubei Sheng, lat 32,17, long 111,00)
Wanyuhexiang (kinesiska: 万峪河乡) är en ort i Kina. Den ligger i provinsen Hubei, i den centrala delen av landet, omkring 360 kilometer nordväst om provinshuvudstaden Wuhan. Antalet invånare är 6 917. Befolkningen består av 3 169 kvinnor och 3 748 män. Barn under 15 år utgör 14,0 %, vuxna 15-64 år 74 %, och äldre över 65 år 11,0 %.
Runt Wanyuhexiang är det ganska tätbefolkat, med 86 invånare per kvadratkilometer. Närmaste större samhälle är Qingfeng, 14,5 km söder om Wanyuhexiang. I omgivningarna runt Wanyuhexiang växer i huvudsak blandskog.
Genomsnittlig årsnederbörd är 980 millimeter. Den regnigaste månaden är augusti, med i genomsnitt 203 mm nederbörd, och den torraste är januari, med 9 mm nederbörd.